# حياة فرانسيس ماكومبر السعيدة القصيرة
حياة فرانسيس ماكومبر السعيدة القصيرة (بالإنجليزية: The Short Happy Life of Francis Macomber)‏ قصة قصيرة من تأليف الكاتب الأمريكي إرنست همنغواي. نُشِرت القصة للمرة الأولى في سبتمبر من العام 1936 في مجلة «كوزموبوليتن» (Cosmopolitan)، إلى جانب قصته الأخرى «ثلوج كلمنجارو»، ثُمَّ أُعِيد نشرها في 1938 في مجموعة همنغواي القصصية «الطايور الخامس». الموضوع الرئيسي للقصة هو الشجاعة. وتُعتبر هذه القصة من أنجح أعمال همنغواي، ويعود سر نجاحها إلى التعقيد الغامض لتفاصيل شخصياتها، وإلى ما سبَّبه هذا الغموض من جدالٍ بين النُّقاد حول تفسير قصته ودوافع الشخصيات.
في القصة فرانسيس ماكومبر وزوجته مارجريت، ويُشار إليها عادةً في القصة «مارجوت»، يذهبا في رحلة برية إلى أفريقيا، برفقة الصياد المحترف روبرت ويلسون. قبل بدء أحداث القصة أُصيب ماكمبور بذعر عندما تقدَّم باتجاهه أسد مُصاب في رحلة صيد في أدغال أفريقيا، لكنَّ ويسلون تمكَّن منه، وبعد هذه الحادثة شعر ماكمبور بالعار وتناقل أهل القرية قصته المخزية. تهزئ مارجوت من ماكمبور بسبب تصرُّفه الجبان، وتُلمِّح القصة عند هذه النقطة إلى أنَّها تخون زوجها مع ويلسون. في اليوم الثاني يذهب الثلاثة في رحلة صيد جديدة، ويحاول ويلسون وماكمبور اصطياد الجواميس الأفريقية، ويصطادا ثلاثة جواميس اثنان منهم قُتلا والثالث أصيب وتراجع إلى الأدغال. يشعر ماكمبور بعد نجاحه في قنص الجواميس بالثقة، ويستمرُّ هو وويلسون في اقتفاء أثر الجاموس المصاب، في ظروف مشابهة للرحلة الأولى في صيدهم الأسود. وعندما يجدا الجاموس، يهاجم الحيوان المصاب ماكومبر، ورغم أنَّ ماكومبر في هذه المرة استطاع الوقوف بثبات وأطلق النار على الجاموس، إلا أنَّه أخطأه، وأطلق ويلسون النار أيضاً على الجاموس، ورغم إصابته استمرَّ في طريقه إلى ماكمبور، وقبل أن يتمكَّن الحيوان منه أطلق ماكمبور النار عليه وقتله في اللحظات الأخيرة، وفي الوقت ذاته أطلقت زوجته رصاصة من السيارة استقرَّت في جمجمة ماكمبور بدلاً من الحيوان وقتلته على الفور، تسقط مارجوت على الأرض وتبدأ بالانتحاب فوق جثة زوجها، يظنُّ ويلسون أنَّها قتلته متعمِّدة فيقول لها: «خير ما فعلت، كان سيتركك أيضاً»، ويقول: «لماذا لم تُسمِّميه؟ هذا ما يفعلنه في إنجلترا»، فتُخرسه مارجوت بينما لا تزال تبكي على وفاة زوجها.